# Easton (Hampshire)
Pour les articles homonymes, voir Easton.
Easton est un hameau situé dans le comté du Hampshire, en Angleterre.

## Géographie
Easton se trouve sur la rivière Itchen, à environ 4,5 km au nord-est de Winchester.

## Gouvernance
Le village dépend de la paroisse civile de Itchen Valley et du district non métropolitain de la Cité de Winchester.